# Daniel Ona Ondo
Daniel Ona Ondo (ur. 10 lipca 1945) – gaboński polityk, były minister edukacji i wiceprzewodniczący Zgromadzenia Narodowego, premier Gabonu od 24 stycznia 2014 do 29 września 2016.

## Kariera
Daniel Ona Ondo wykładał na Uniwersytecie im. Omara Bonga w Libreville. W 1990 został doradcą prezydenta Omara Bongo i rektorem Uniwersytetu jego imienia. W grudniu 1996 uzyskał mandat do Zgromadzenia Narodowego. W 1997 został delegatem w ministerstwie Zdrowia i Populacji. W latach 1999–2002 był ministrem kultury, sztuki, edukacji popularnej, młodzieży i sportu, a 27 stycznia 2014 uzyskał nominację na Ministra Edukacji Narodowej. W parlamentarnych wyborach uzupełniających z 26 maja 2002 uzyskał mandat do parlamentu, podobnie jak podczas wyborów grudnia 2006. 26 stycznia 2007 został wiceprzewodniczącym Zgromadzenia Narodowego. Jego reelekcja na stanowisku nastąpiła 27 lutego 2012. Po wyborach lokalnych z grudnia 2013 prezydent Ali Bongo Ondimba mianował Ondo premierem, zastępując Raymonda Nodonga Simę.